# لغات الكويت
الكويت دولة عربية عضو في مجلس التعاون الخليجي. يتكلم سكانها المواطنون اللغة العربية بلهجة خليجية محلية مقاربة للهجات دول الخليج العربي الأخرى، لكن اللهجة الفصحى هي المستخدمة في وسائل الإعلام والتعليم والمعاملات الرسمية والحكومية.

## اللهجات
ومن اللهجات السائدة في الكويت الخليجية.

## اللغات المحلية
ومن اللغات الأخرى هي المهرية.

## لهجات عربية أخرى
ومن اللهجات العربية الأخرى:
- النجدية
- المصرية
- لهجات شامية

## اللغات الأجنبية
وبسبب نسبة الوافدين العالية في الكويت فسنجد نسبة عالية تتكلم لغات أخرى مثل الكرمنجي (أو الكردية الشمالية) ولغات أخرى مثل لغات الفلبين وباكستان والهند بحسب الوافدين.